# Nikhil Bernard
Nikhil Bernard (sinh ngày 30 tháng 12 năm 1989) là một cầu thủ bóng đá người Ấn Độ thi đấu ở vị trí thủ môn cho Gokulam Kerala FC ở I-League.

## Sự nghiệp

### Royal Wahingdoh
Sinh ra ở Bangalore, Karnataka, Bernard bắt đầu sự nghiệp với Royal Wahingdoh F.C. của Shillong Premier League và I-League 2nd Division. Năm 2014, anh cùng Wahingdoh giành vé thăng hạng lên chơi ở I-League.
Anh có màn ra mắt cho đội bóng ngày 28 tháng 12 năm 2014 ở Cúp Liên đoàn trước Mumbai.

### Bengaluru FC
Ngày 2 tháng 2 năm 2016, anh ký hợp đồng với câu lạc bộ quê nhà Bengaluru FC.

### Ozone FC
Sau khoảng thời gian ngắn ở Bengaluru FC, Bernard gia nhập đội bóng mới thành lập tại Bengaluru ở I-League 2nd division, Ozone FC.

## Thống kê sự nghiệp
Tính đến 20 tháng 5 năm 2015
| Câu lạc bộ        | Mùa giải     | Giải vô địch | Giải vô địch | Giải vô địch | Cúp Liên đoàn | Cúp Liên đoàn | Cúp Durand | Cúp Durand | AFC     | AFC       | Tổng    | Tổng      |
| Câu lạc bộ        | Mùa giải     | Hạng đấu     | Số trận      | Bàn thắng    | Số trận       | Bàn thắng     | Số trận    | Bàn thắng  | Số trận | Bàn thắng | Số trận | Bàn thắng |
| ----------------- | ------------ | ------------ | ------------ | ------------ | ------------- | ------------- | ---------- | ---------- | ------- | --------- | ------- | --------- |
| Royal Wahingdoh   | 2014–15      | I-League     | 12           | 0            | 1             | 0             | 0          | 0          | —       | —         | 13      | 0         |
| Royal Wahingdoh   | Tổng         | Tổng         | 12           | 0            | 1             | 0             | 0          | 0          | —       | —         | 13      | 0         |
| Gokulam Kerala FC | 2017–18      | I-League     | 5            | 0            | 0             | 0             | 0          | 0          | —       | —         | 5       | 0         |
| Gokulam Kerala FC | Tổng         | Tổng         | 5            | 0            | 0             | 0             | 0          | 0          | —       | —         | 5       | 0         |
| Career Total      | Career Total | Career Total | 17           | 0            | 1             | 0             | 0          | 0          | 0       | 0         | 18      | 0         |